# Communauté de communes du Plateau Maîchois
La communauté de communes du Plateau maîchois est une ancienne communauté de communes française située dans le département du Doubs et la région Franche-Comté.

## Historique
Elle est créée le 1er janvier 2000. Elle compte alors 7 membres : Les Bréseux, Cernay-l'Église, Charquemont, Damprichard, Les Écorces, Frambouhans et Maîche.
En 2002, 4 communes viennent porter l'effectif de la communauté de communes à 11 membres. Les nouveaux venus sont Charmauvillers, Fournet-Blancheroche, Mont-de-Vougney et Trévillers.
Le 1er janvier 2009, la commune de Mancenans-Lizerne adhère à la communauté de communes.
Le 1er janvier 2010, celle-ci fusionne avec le groupement intercommunal pour le développement et l'environnement entre Dessoubre et Doubs pour créer la communauté de communes du Pays de Maîche,.